# Edhi Handoko
Edhi Handoko (ur. 28 sierpnia 1960 w Surakarcie, zm. 17 stycznia 2009 w Bogorze) – indonezyjski szachista i trener szachowy, arcymistrz od 1994 roku.

## Kariera szachowa
W latach 80. i 90. XX wieku należał do ścisłej czołówki szachistów swojego kraju. Czterokrotnie (1978, 1980, 1984, 1991) zdobył tytuły mistrza Indonezji. Pomiędzy 1980 a 2000 rokiem ośmiokrotnie reprezentował Indonezję na szachowych olimpiadach, zdobywając 53 pkt w 94 partiach.
W roku 1979 brał udział w mistrzostwach świata juniorów do 20 lat, rozegranych w Skien. Najlepszym okresem w jego karierze była pierwsza połowa lat 90. W roku 1992 podzielił IV miejsce (za Aleksiejem Kuźminem, Niazem Murshedem i Jewgienijem Wasiukowem) w otwartym turnieju w Doha oraz zwyciężył (wraz z Xie Jun) w Pekinie, natomiast w 1994 triumfował (przed Xu Junem i Władysławem Tkaczewem) w Dżakarcie. Ostatni sukces w karierze odniósł w styczniu 2008 r., zajmując II m. (za Irwanto Sadikinem) w Tarakanie. Zmarł rok później na atak serca.
Najwyższy ranking w karierze osiągnął 1 lipca 1993 r., z wynikiem 2520 punktów zajmował wówczas 1. miejsce wśród indonezyjskich szachistów.